# Club Polideportivo Almería
El Club Polideportivo Almería és un club de futbol de la ciutat d'Almeria a Andalusia.

## Història
El Club Polideportivo Almería es fundà l'any 1983. Debutà a la Regional Preferent andalusa i en una sola temporada aconseguí l'ascens a Tercera Divisió. Dues temporades més tard puja a Segona B. Tornà a Tercera el 1989 patint una greu crisi econòmica que quasi el porta a la desaparició. No serà fins al 1994 que aconsegueix retornar a la Segona Divisió B i on romandrà durant 7 temporades.
La temporada 1990-91 es produeix un canvi important en el futbol de la ciutat. El Polideportivo abandona la competició de Segona B, mentre l'altre club de la ciutat, l'Almeria CF, canvia de nom per convertir-se en el primer club de la ciutat com a Unión Deportiva Almería. El Polideportivo continuà la seva existència a les categories més baixes del futbol andalús, fins a la temporada 2007/2008 en la qual el club no es va inscriure a la competició.

## Estadi

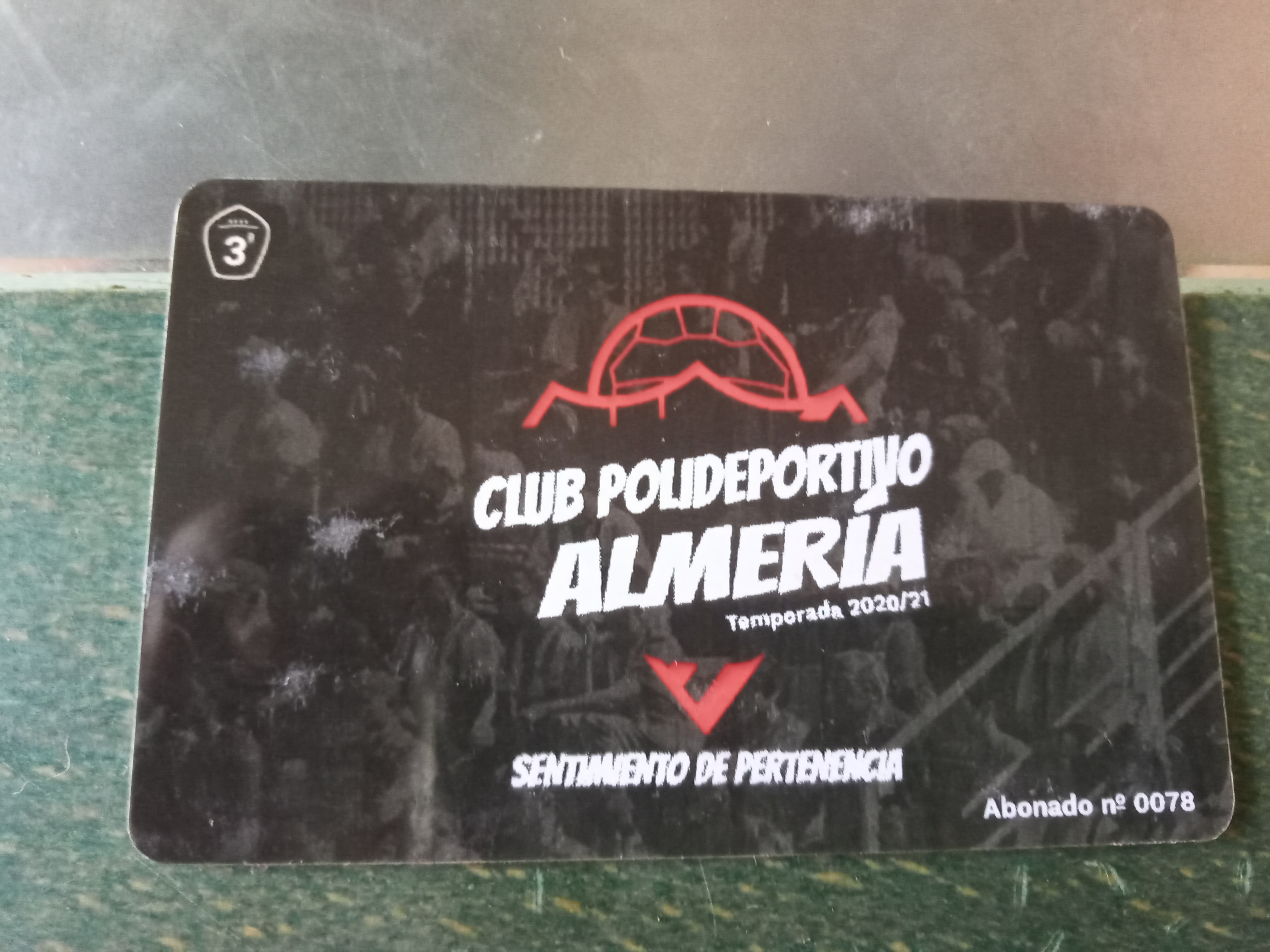
Carnet d'abonat del Club Polideportivo Almería.

El Club Polideportivo Almería juga els seus partits a l'Estadi Juan Rojas (antigament anomenat Franco Navarro), inaugurat el 1976 i amb una capacitat per a 13.648 espectadors.

## Dades del club
- Temporades a Primera divisió: 0
- Temporades a Segona divisió: 0
- Temporades a Segona divisió B: 10
- Temporades a Tercera divisió: 10
- Millor posició històrica: 4t a Segona B, temporada 1998-1999